# لوكا غاريتانو
لوكا غاريتانو (بالإيطالية: Luca Garritano)‏ (11 فبراير 1994 بكوزنسا في إيطاليا - ) هو لاعب كرة قدم إيطالي في مركز الهجوم. شارك مع منتخب إيطاليا تحت 16 سنة لكرة القدم ومنتخب إيطاليا تحت 18 سنة لكرة القدم ومنتخب إيطاليا تحت 19 سنة لكرة القدم ومنتخب إيطاليا تحت 20 سنة لكرة القدم ومنتخب إيطاليا تحت 21 سنة لكرة القدم. أما مع النوادي، فقد لعب مع إنتر ميلان ونادي تشيزينا ونادي مودينا.

## وصلات خارجية
- لوكا غاريتانو على موقع الاتحاد الأوربي (الإنجليزية)
- لوكا غاريتانو على موقع قاعدة بيانات كرة القدم.إي يو (الإنجليزية)
- لوكا غاريتانو على موقع Soccerway.com (الإنجليزية)
- لوكا غاريتانو على موقع عالم كرة القدم.نت (الإنجليزية)
- لوكا غاريتانو على موقع AS.com (الإسبانية)